# A magyar labdarúgó-válogatott 2011. november 11-i mérkőzése
A magyar labdarúgó-válogatott egyik barátságos mérkőzése Liechtenstein válogatottja ellen 2011. november 11-én volt. A végeredmény 5–0 lett a magyar csapat javára.

## Előzmények
A magyar labdarúgó-válogatott ezt a mérkőzést megelőzően legutóbb 2011. október 11-én, Finnország ellen lépett pályára, Európa-bajnoki selejtezőn. A mérkőzés végeredménye 0–0 lett, így a magyar csapat 19 ponttal, az E csoport harmadik helyén végzett.
A pénteki meccsnek mi vagyunk az esélyesei, de az esélyességet érvényre is kell juttatni. Felvételről megnéztük a liechtensteiniek utolsó két mérkőzését, a litvánok elleni győzelmüket, valamint a skótok elleni egygólos vereségüket, és a játékosok is láthatták, hogy nem kezdők ellen lépünk pályára, egészen biztosan nem lesz könnyű dolgunk. Mindenképpen plusz motivációt jelent a futballisták számára, hogy Albert Flórián emlékmérkőzésén, telt ház előtt szerepelnek. Flóri halálával a magyar labdarúgás egyik legnagyobb legendája távozott, és mi nemcsak győzelemmel, hanem jó játékkal is szeretnénk búcsúzni tőle.
A liechtensteini válogatott 2011. október 8-án Skócia ellen játszott, szintén Eb-selejtezőt. Az 1–0-s skót győzelemmel záruló találkozó után biztossá vált, hogy Liechtenstein az I csoport utolsó helyén végez, 4 ponttal.
Egy jó meccset akarunk játszani és szépen zárni az évet. Gyakran halljuk, hogy minek ilyenkor futballozni, mivel nincsen tét és néző, de Budapesten tele lesz a stadion, ami 20-30 ezer embert jelent, ez pedig plusz motivációt jelent, hisz egy jó hangulatú meccsen köszönhetünk el az évtől. (...) Megpróbálunk nem kikapni, máshogy nem is mehetnének ki a pályára a játékosaim, az a fontos, hogy a játékosok a futballtudást és az odaadást tekintve is a határokat feszegessék.

## A mérkőzés helyszíne
A mérkőzést eredetileg a székesfehérvári Sóstói Stadionban rendezték volna meg, azonban később a Magyar Labdarúgó-szövetség úgy döntött, hogy az egyetlen magyar aranylabdás, Albert Flórián halála miatt, a budapesti Puskás Ferenc Stadionban rendezik meg a találkozót. A mérkőzést Albert Flórián-emlékmérkőzésnek nyilvánították. A legendás labdarúgó emléke előtt tisztelegve, ezen a mérkőzésen a magyar válogatottban senki sem játszott 9-es mezben.

## Keretek
Egervári Sándor, a magyar labdarúgó-válogatott szövetségi kapitánya október 27-én hirdette ki huszonnégy főből álló keretét a Liechtenstein elleni mérkőzésre. A keret tagja volt Feczesin Róbert és Tőzsér Dániel is, akik már szerepeltek a nemzeti csapatban, viszont Egervári kapitánysága alatt még nem léphettek pályára a válogatottban.
| Magyarország         | Magyarország | Magyarország | Magyarország | Magyarország         |
| Név                  | Kor          | Vál.         | Gól          | Klub                 |
| -------------------- | ------------ | ------------ | ------------ | -------------------- |
| Bogdán Ádám          | 24 éves      | 2            | 0            | Bolton Wanderers     |
| Csernyánszki Norbert | 35 éves      | 0            | 0            | Paksi FC             |
| Király Gábor         | 35 éves      | 84           | 0            | 1860 München         |
| Juhász Roland        | 28 éves      | 67           | 5            | RSC Anderlecht       |
| Kádár Tamás          | 21 éves      | 1            | 0            | Newcastle United     |
| Korcsmár Zsolt       | 22 éves      | 4            | 0            | Brann                |
| Laczkó Zsolt         | 24 éves      | 16           | 0            | Sampdoria            |
| Lázár Pál            | 23 éves      | 5            | 0            | Samsunspor           |
| Lipták Zoltán        | 26 éves      | 10           | 1            | Újpest               |
| Vanczák Vilmos       | 28 éves      | 58           | 2            | Sion                 |
| Varga József         | 23 éves      | 9            | 0            | Debreceni VSC        |
| Czvitkovics Péter    | 28 éves      | 9            | 0            | KV Kortrijk          |
| Dzsudzsák Balázs     | 24 éves      | 39           | 6            | Anzsi Mahacskala     |
| Elek Ákos            | 23 éves      | 15           | 1            | Videoton             |
| Gera Zoltán          | 32 éves      | 71           | 21           | West Bromwich Albion |
| Hajnal Tamás         | 30 éves      | 44           | 5            | VfB Stuttgart        |
| Koman Vladimir       | 22 éves      | 16           | 4            | Sampdoria            |
| Sándor György        | 27 éves      | 7            | 0            | Videoton             |
| Stieber Zoltán       | 23 éves      | 2            | 0            | Mainz 05             |
| Tőzsér Dániel        | 26 éves      | 18           | 1            | KRC Genk             |
| Vadócz Krisztián     | 26 éves      | 40           | 2            | N.E.C.               |
| Feczesin Róbert      | 25 éves      | 9            | 3            | Brescia              |
| Németh Krisztián     | 22 éves      | 3            | 0            | MTK Budapest         |
| Priskin Tamás        | 25 éves      | 36           | 8            | Ipswich Town         |

| Liechtenstein      | Liechtenstein | Liechtenstein | Liechtenstein | Liechtenstein      |
| Név                | Kor           | Vál.          | Gól           | Klub               |
| ------------------ | ------------- | ------------- | ------------- | ------------------ |
| Cengiz Biçer       | 23 éves       | 1             | 0             | Mersin İdman Yurdu |
| Benjamin Büchel    | 22 éves       | 3             | 0             | USV Eschen/Mauren  |
| Peter Jehle        | 29 éves       | 89            | 0             | FC Vaduz           |
| Fabian Eberle      | 19 éves       | 0             | 0             | FC Balzers         |
| Lucas Eberle       | 21 éves       | 6             | 0             | FC Balzers         |
| Yves Oehri         | 24 éves       | 26            | 0             | FC Vaduz           |
| Ivan Quintans      | 22 éves       | 0             | 0             | FC Balzers         |
| Martin Rechsteiner | 22 éves       | 17            | 0             | FC Vaduz           |
| Martin Stocklasa   | 32 éves       | 96            | 5             | FC St. Gallen      |
| Michael Stocklasa  | 30 éves       | 69            | 2             | USV Eschen/Mauren  |
| Martin Büchel      | 24 éves       | 37            | 0             | FC Zürich          |
| Franz Burgmeier    | 24 éves       | 67            | 7             | FC Vaduz           |
| Rony Hanselmann    | 20 éves       | 6             | 0             | FC Balzers         |
| Nicolas Hasler     | 20 éves       | 9             | 0             | FC Vaduz           |
| Michele Polverino  | 27 éves       | 23            | 3             | Steel Azin         |
| Sandro Wieser      | 18 éves       | 9             | 0             | FC Basel           |
| Thomas Beck        | 30 éves       | 80            | 5             | FC Balzers         |
| Mathias Christen   | 24 éves       | 16            | 0             | Linth 04           |
| Mario Frick        | 37 éves       | 103           | 16            | FC Balzers         |

 megjegyzés: Az adatok a mérkőzés előtti állapotnak megfelelőek!

## Az összeállítások
| 2011. november 11. 18:00 (UTC+1) |

| Magyarország                                         | 5 – 0               | Liechtenstein                 |
| ---------------------------------------------------- | ------------------- | ----------------------------- |
| Priskin 10' 20' Dzsudzsák 76' Koman 79' Feczesin 89' | (2 – 0) Jegyzőkönyv | Rechsteiner 51' Burgmeier 59' |

| Puskás Ferenc Stadion, Budapest Nézőszám: 23 000 Játékvezető: Pavel Cristian Balaj (román) |

| Csapatszínek | Csapatszínek | Csapatszínek |
| Csapatszínek |              |              |
| Csapatszínek |              |              |
|              |              |              |
| Magyarország |              |              |

| Csapatszínek  | Csapatszínek | Csapatszínek |
| Csapatszínek  |              |              |
| Csapatszínek  |              |              |
|               |              |              |
| Liechtenstein |              |              |

| MAGYARORSZÁG:        |    |                   |             |
|                      |    |                   |             |
| K                    | 1  | Bogdán Ádám       | 81'         |
| JV                   | 2  | Lázár Pál         |             |
| V                    | 6  | Korcsmár Zsolt    | 62'         |
| V                    | 4  | Juhász Roland     |             |
| BV                   | 3  | Kádár Tamás       |             |
| JKP                  | 10 | Gera Zoltán       | 70'         |
| KKP                  | 8  | Hajnal Tamás      | 62'         |
| KKP                  | 11 | Tőzsér Dániel     | 62'         |
| BKP                  | 7  | Dzsudzsák Balázs  | 76'         |
| CS                   | 13 | Feczesin Róbert   | 89'         |
| CS                   | 5  | Priskin Tamás     | 10' 20' 62' |
| Cserék:              |    |                   |             |
| K                    | 12 | Király Gábor      | 81'         |
| V                    | 15 | Vanczák Vilmos    | 62'         |
| BV                   | 18 | Laczkó Zsolt      |             |
| KKP                  | 14 | Vadócz Krisztián  |             |
| KKP                  | 16 | Elek Ákos         | 62'         |
| JKP                  | 17 | Czvitkovics Péter | 70'         |
| BKP                  | 19 | Stieber Zoltán    |             |
| JKP                  | 20 | Koman Vladimir    | 62' 79'     |
| CS                   | 21 | Németh Krisztián  | 62'         |
| Szövetségi kapitány: |    |                   |             |
| Egervári Sándor      |    |                   |             |

| LIECHTENSTEIN:       |    |                    |             |
|                      |    |                    |             |
| K                    | 1  | Peter Jehle        | a szünetben |
| JV                   | 3  | Michael Stocklasa  | 65'         |
| V                    | 6  | Martin Stocklasa   |             |
| V                    | 4  | Martin Rechsteiner | 51'         |
| BV                   | 5  | Yves Oehri         |             |
| JKP                  | 13 | Martin Büchel      | a szünetben |
| KKP                  | 23 | Michele Polverino  |             |
| KKP                  | 11 | Franz Burgmeier    | 59'         |
| BKP                  | 18 | Nicolas Hasler     | 88'         |
| CS                   | 10 | Mario Frick        | 83'         |
| CS                   | 9  | Thomas Beck        | 84'         |
| Cserék:              |    |                    |             |
| K                    | 12 | Cengiz Biçer       | a szünetben |
| V                    | 8  | Fabian Eberle      | 84'         |
| V                    | 2  | Lucas Eberle       | 88'         |
| V                    | 7  | Ivan Quintans      | 65'         |
| KP                   | 20 | Sandro Wieser      | a szünetben |
| CS                   | 19 | Mathias Christen   | 83'         |
| Szövetségi kapitány: |    |                    |             |
| Hans-Peter Zaugg     |    |                    |             |

## A mérkőzés
A találkozót a budapesti Puskás Ferenc Stadionban rendezték, 18:00-kor. Az első gól a 10. perben született, ekkor Priskin Tamás fejelt a liechtensteini kapuba. A 20. percben Tőzsér Dániel lövését követően a kapus csak kiütni tudta a labdát, amit Priskin a kapuba helyezett. A szünet után feljavult a vendégek játéka, azonban a 76. percben Dzsudzsák Balázs egy emeléssel növelte 3-ra a magyar előnyt. Három perccel később Koman Vladimir is eredményes tudott lenni. A mérkőzésen Feczesin Róbert szerezte az utolsó gólt, aki a 89. percben talált be. Magyarország-Liechtenstein 5–0.
Ki kellett szolgálnunk a nagyon lelkes közönségünket. Minden helyzetet ugyan nehéz kihasználni, és tény, az utolsó öt percet kissé lezserebben vette már a csapat. Ha ekkor is koncentrálnak a fiúk, akkor még két gólt szerezhettünk volna. (...) Az ellenfél több szoros meccset is játszott a selejtezők során, tehát nem nyeretlen kétévesekről van szó, ezért is fordulhatott elő, hogy a mérkőzés egyes szakaszaiban kiegyenlített volt a játék, de azért minőségileg végig jobban futballozott a magyar csapat.
Gratulálok a magyar csapatnak, tudtuk, hogy erős riválissal nézünk majd szembe. Az első félidőben gondunk volt a megfelelő tempóval, az ellenfelünk lényegesen jobb volt futóteljesítményben és fizikai erőben. A szünetben úgy gondoltuk, hogy a 2–0-val jól álltuk a sarat, majd a végrehajtott korrekcióval a szépítésre is esélyünk volt. Egy bután elveszített labdából aztán kaptuk a harmadik gólt, pedig előtte a magyarok nem voltak veszélyesek. A cserékkel rá tudtak tenni még egy lapáttal, a legvégén pedig hiányzott bennünk az erő az ellentámadásokra.

## Örökmérleg a mérkőzés után
| Magyarország | :         | Liechtenstein |
| ------------ | --------- | ------------- |
| 2            | Győzelem  | 0             |
| 1            | Döntetlen | 1             |
| 10           | Gólok     | 0             |
| 7/9          | Pontok    | 1/9           |
| 77,7         | %         | 11,1          |